# Aurina dina
Aurina dina là một loài bướm ngày thuộc họ Bướm nâu. Chúng là loài duy nhất trong chi Aurina, thường xuất hiện ở vùng Ivory Coast.